# Флатайрън Билдинг
Флатайрън Билдинг (на английски: Flatiron Building - „Ютията“) е един от първите небостъргачи в Манхатън, Ню Йорк, Съединените американски щати.
Разположен е в района на „Медисън скуеър парк“, там където се съединяват улиците „Бродуей“, Пето авеню и 23-та Ийст стрийт. Наименованието на зданието идва от неговата форма, напомняща ютиите от края на 19 и началото на 20 век. Забележително е също и като една от най-важните сгради за привържениците на класицизма. Известна е и като една от първите постройки със стоманена конструкция, както и с необичайно големите си за времето асансьори.
Сградата е проектирана от Дейниъл Бърнам. Строителството на 82 метровото здание приключва през 1902 година. В тези години Флатайрън Билдинг става едно от най-високите здания в Ню Йорк. В днешни дни небостъргачът е зает от офиси и издателства и е един от символите на „Голямата ябълка“.